# Quai de la Tournelle
Quai de la Tournelle (nábřeží Věžičky) je nábřeží v Paříži. Nachází se v 5. obvodu. Svůj název nese podle mostu Tournelle, který se nachází zhruba v polovině nábřeží.

## Poloha
Nábřeží leží na levém břehu řeky Seiny naproti ostrovu sv. Ludvíka mezi mosty Sully a Archevêché. Začíná na křižovatce s Boulevardem Saint-Germain, kde navazuje na Quai Saint-Bernard, a končí na křižovatce s ulicí Rue Maître-Albert, odkud pokračuje Quai de Montebello. Mezi mosty Sully a Tournelle leží přístav Port de la Tournelle.

## Historie
Kolem roku 1380 zde byl přístav Saint-Bernard. Nábřeží bylo vybudováno podle nařízení z 23. června 1554. V roce 1738 bylo prodlouženo a kolem roku 1750 získalo název Quai de la Tournelle. Proti proudu od ulice Rue de Pontoise se nazývalo Quai des Miramiones, od roku 1835 se také jmenuje Quai de la Tournelle.

## Významné stavby
- Dům č. 15-17: restaurace La Tour d'Argent
- Dům č. 47: Hôtel de Miramion – sídlo muzea lékařství
- Dům č. 55-59: Hôtel de Nesmond